# Muscle uvulaire
Le muscle uvulaire (ou muscle azygos de la luette ou muscle palato-staphyllin) est un muscle pair du palais mou et du gosier.

## Origine
Le muscle uvulaire naît de l'épine nasale postérieure de l'os palatin et de l'aponévrose palatine.

## Trajet
Le muscle se dirige en arrière au-dessus de l'entrecroisement des fibres musculaires du muscle élévateur du voile du palais.

## Insertion
Le muscle se termine dans la muqueuse de la luette.

## Vascularisation
Le muscle uvulaire reçoit le sang artériel de l'artère palatine ascendante et de l'artère palatine descendante.

## Fonction
Le muscle uvulaire rétracte la luette et en épaissit la partie médiane du palais mou, le muscle aide le releveur du voile du palais à séparer la cavité buccale et l'oropharynx.